# Jason Muzzatti
Jason Mark Muzzatti, né le 3 février 1970 à Toronto (Ontario, Canada), est un joueur italo-canadien de hockey sur glace. Il évolue au poste de gardien de but.

## Carrière en club
Formé chez les Spartans de Michigan State, au sein de la puissante NCAA, il est drafté par les Flames de Calgary, au 21e choix. Après avoir fini son cursus universitaire, il évolue dans plusieurs équipes de ligues mineures (principalement en LIH) avant de faire une première apparition en LNH au cours de la saison 1993-1994.
Il ne cessera de passer des ligues mineures à la puissante Ligue Nationale avant de partir pour l'Europe à l'aube de la saison 1998. Après trois saisons en Allemagne et en Finlande, il rejoint le pays dont sont originaires ses parents, l'Italie. Il passe trois ans dans le club de Milan avant de rejoindre pour deux ans Bolzano.
Après ces huit ans en Europe, lui permettant d'être sélectionnable pour l'équipe nationale italienne, il retourne en Amérique du Nord au sein des Generals de Flint (UHL) avec qui il entamera sa reconversion, comme entraîneur assistant, durant la saison 2008-2009, puis en tant qu'entraîneur-chef dès la saison suivante.

## Carrière internationale
De nationalité canadienne, il évolue avec l'équipe nationale canadienne durant la saison 1992-1993. Après plusieurs années passées en Italie, il obtient le passeport italien et évolue avec sa nouvelle équipe nationale. Il se met particulièrement en évidence lors des J.O. de Turin en 2006 où il se fera notamment remarquer par le dessin de son casque qui montre la vierge Marie sur un des côtés.

## Clubs Successifs

### Carrière de joueur
- Université d'État du Michigan (NCAA) : de 1987 à 1991.
- Golden Eagles de Salt Lake (LIH) : de 1991 à 1993.
- Ice d'Indianapolis (LIH) : en 1993.
- Flames de Saint-Jean (LIH) : de 1993 à 1995.
- Flames de Calgary (LNH) : de 1993 à 1995.
- Falcons de Springfield (LIH) : de 1995 à 1996.
- Whalers de Hartford (LNH) : de 1995 à 1997.
- Wolf Pack de Hartford (LIH) : de 1997 à 1998.
- Thoroughblades du Kentucky (LIH) : en 1998.
- Rangers de New York (LNH) : de 1998 à 1999.
- Sharks de San José (LNH) : en 1999.
- Eisbären Berlin (DEL) : de 1998 à 1999.
- Tappara Tampere (SM-liiga) : de 1999 à 2000.
- Augsburger Panther (DEL) : de 2000 à 2001.
- HC Milano (Serie A) : de 2001 à 2004.
- HC Bolzano (Serie A) : de 2004 à 2006.
- Generals de Flint (UHL) : de 2006 à 2007.

### Carrière d'entraîneur
- Generals de Flint (UHL) : depuis 2008 [Assistant].